# Xenolechia aethiops
Xenolechia aethiops là một loài bướm đêm thuộc họ Gelechiidae. Nó được tìm thấy ở Ireland, Vương quốc Anh và Đan Mạch tới bán đảo Iberia, Sardinia, Ý và Hy Lạp.
Sải cánh dài khoảng 18 mm. Con trưởng thành bay vào tháng 5 và tháng 6.
Ấu trùng ăn Erica cinerea. Ấu trùng non ăn lá cây chủ. Ấu trùng ăn lá bên trong tuy nen này.

## Hình ảnh

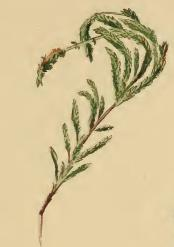
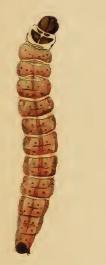